# Bloxham Lake
Der Bloxham Lake, auf vielen Karten noch als Lake Bloxham zu finden, ist ein See im Southland District der Region Southland auf der Südinsel von Neuseeland.

## Namensherkunft
Der See wurde nach William A. Bloxham benannt, der den See als Erster entdeckt hat.

## Geographie
Der Bloxham Lake befindet sich rund 4,4 km westlich des South West Arm des Lake Te Anau. Mit einer Fläche von 75,7 Hektar erstreckt sich der See über eine Länge von rund 1,5 km in Nordwest-Südost-Richtung und misst an seiner breitesten Stelle rund 620 m in Südwest-Nordost-Richtung. Der Seeumfang beträgt rund 4,195 km.
Gespeist wird der Bloxham Lake durch einige Gebirgsbäche. Seine Entwässerung erfolgt über die Dorizac Falls, die kurz hinter dem südöstlichen Ende des Sees auf rund 750 m circa 360 m in die Tiefe fallen. Über den nachfolgenden Junction Burn finden die Wässer dann Zugang zum South West Arm des Lake Te Anau.